# Église Saint-Jean-Baptiste de Sormonne
L'église Saint-Jean-Baptiste est une église située à Sormonne, en France. C'est une église fortifiée de Thiérache.

## Description
Le porche fait office de clocher, avec un portail ogival. La nef est couverte d'une voûte de planches à berceau brisé. Le chœur et le transept sont voûtés de pierre, et renforcés à l'extérieur par de puissants contreforts. Les clefs de voûte sont pendantes, et les nervures pénètrent dans leur support.
Un comble au-dessus du chœur et du transept servait de salle de refuge.
Plusieurs éléments sont particulièrement remarquables à l'intérieur de l'édifice. Notamment le maître-autel à baldaquin, en marbre noir et en pierre, six colonnes corinthiennes, en marbre, soutenant deux anges thuriféraires, entourant une gloire rayonnante,. Mais aussi les autels latéraux nord orné d'un tableau sur la Décollation de saint Jean-Baptiste, et sud orné d'un tableau sur l'Annonciation, les boiseries du XVIIIe siècle, et la chaire à prêcher avec ses quatre panneaux du protège-corps représentant les quatre Évangélistes.

## Localisation
L'église est située dans le centre du village de Sormonne, département des Ardennes.

## Historique
L’église originelle tombant en ruines, elle a été reconstruite au XVIe siècle et a été fortifiée de façon à servir de refuge aux villageois. Les Albums de Croÿ représentent cette église entourée d'un cimetière, avec une nef dotée d'une tour de guet précédée du  porche à clocher. Plusieurs restaurations ont modifié l'allure générale. Elles ont supprimé la tour de guet et modifié le porche et son clocher.